# 6574 Gvishiani
6574 Gvishiani eller 1976 QE1 är en asteroid i huvudbältet som upptäcktes den 26 augusti 1976 av den rysk-sovjetiske astronomen Nikolaj Tjernych vid Krims astrofysiska observatorium på Krim. Den har fått sitt namn efter den sovjetisk-ryske (georgiske) filosofen och siciologen Dzjermen Gvisjiani (1928–2003).
Asteroiden har en diameter på ungefär tjugofem kilometer och den tillhör asteroidgruppen Cybele.